# Chava Pressburger

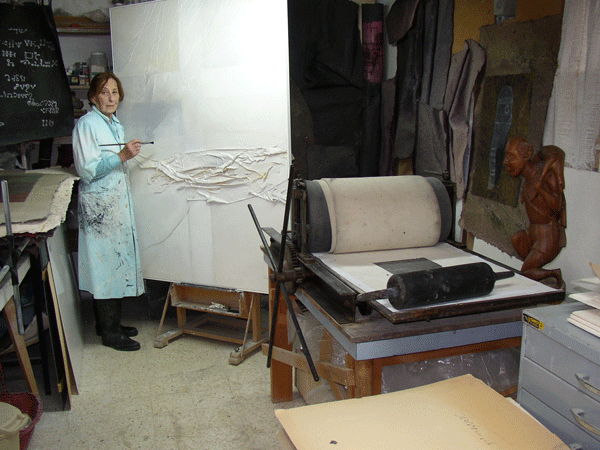
Chava Pressburger in ihrem Atelier (2016)

Chava Pressburger (* 21. Februar 1930 in Prag als Eva Ginzová; † 3. September 2022) war eine tschechisch-israelische Malerin und Papierkünstlerin.

## Leben
Gemeinsam mit ihrem älteren Bruder Petr Ginz wuchs sie in einem jüdischen Elternhaus auf, das vielseitig kulturell interessiert war. So spielte zum Beispiel die Esperanto-Sprachgemeinschaft in der Familie eine wichtige Rolle. Die Eltern bekamen Besuch aus der ganzen Welt, wodurch die Kinder schon früh mit verschiedenen Kulturen und Nationalitäten in Kontakt kamen.
Nach der deutschen Zerschlagung der Tschechoslowakei im März 1939 galten für die Familie Ginz schon bald alle antijüdischen Verbote und Vorschriften, obwohl die Mutter keine Jüdin war.
Laut nationalsozialistischer Definition war die Ehe der Eltern eine „Mischehe“, wodurch der jüdische Vater bis kurz vor Kriegsende vor einer Deportation geschützt war. Doch dieser Schutz traf nicht auf Eva und ihren Bruder zu, die der jüdischen Kultusgemeinde angehörten und als „Geltungsjuden“ ab dem 14. Lebensjahr in ein Konzentrationslager geschickt werden konnten.
Im Jahre 1942 wurde Evas Bruder Petr nach Theresienstadt und später nach Auschwitz deportiert, wo er in den Gaskammern ermordet wurde. Zwei Jahre später, im Jahre 1944, folgte Eva ihrem Bruder nach Theresienstadt. Hier erlebte sie gemeinsam mit ihrem Vater, der die letzten drei Monate ebenfalls dort interniert war, die Befreiung im Mai 1945. Nach dem Krieg kehrte sie gemeinsam mit ihrem Vater nach Prag zurück.
In den darauffolgenden Jahren besuchte Pressburger das Gymnasium und parallel dazu die Kunstschule für Angewandte Kunst in Prag. Über Paris – hier studierte sie an der École des Beaux-Arts – emigrierte sie gemeinsam mit ihrem zukünftigen Ehemann Jindrich Pressburger im Jahre 1949 nach Israel. In Israel änderte sie ihren Vornamen in die hebräische Schreibweise Chava um. Sie starb 2022.

## Werk
In der Kunst fand Pressburger die Kraft, sich mit der Vergangenheit auseinanderzusetzen, bearbeitete Bruchstücke und schuf eigene Formen. Inspiriert durch die Kunstströmungen der Nachkriegszeit in Prag und später auch in Paris, setzte sich Pressburger intensiv mit der abstrakten Kunst auseinander. Wichtige Inspirationsquellen in ihrer Kunst waren die Shoah und die problematische politische Lage in Israel, aber auch die Kabbala, eine mystische Tradition des Judentums.
Zu Anfang waren es großformatige Ölgemälde, die über die Jahre hinweg immer abstrakter wurden. Später verlagerte Pressburger ihren Schwerpunkt auf die Gestaltung von selbst geschöpftem Papier.
Die Papierherstellung spielte eine zentrale Rolle in dem Œuvre der Künstlerin. Acht Jahre lang hatte sie die Leitung für die Abteilung Papierherstellung im Visual Art Center (Be’er Scheva) inne. Während dieser Zeit setzte sie sich intensiv mit der Geschichte der regional unterschiedlichen Traditionen der japanischen Papierherstellung auseinander und entwickelte hieraus ihre eigene Technik. In der Natur sammelte sie geeignete Pflanzen oder andere unverarbeitete Materialien, kochte, wusch und zerrieb sie in einzelne Fasern. Am Ende dieses Prozesses wurde das feuchte – manchmal auch eingefärbte Papier – mit Hilfe einer hydraulischen Presse wieder zu einer Einheit zusammengefügt.
Ihre Papierskulpturen waren ein neuer Schritt in der künstlerischen Laufbahn. Der Betrachter muss immer wieder seine Position verändern, und je nachdem wie hierbei das Licht auf das Objekt fällt, verändert sich die Wirkung. Sequenzen verschwinden in der Dunkelheit, andere treten weiter hervor im Licht, wobei dieser Eindruck durch die unregelmäßige Oberfläche des Papiers zusätzlich verstärkt wird. Das Papier, das Pressburger für ihre Skulpturen benötigte, stellte sie aus Altpapier her.

## Ehrungen
- 1992 Preis der Sussmann-Kunststiftung, Wien
- 2010 Silbermedaille für die Verbreitung der tschechischen Kultur im Ausland vom tschechischen Senat

## Filme
- 1978 Dokumentarfilm über Chava Pressburger, Israelisches Archiv für Malerei und Skulptur
- 2003 Dokumentarfilm über Chava Pressburger, Tschechisches Fernsehen (Vzpominky, které neshorely)

## Ausstellungskataloge
- Chava Pressburger: The Road Through Theresienstadt, Ausstellungskatalog, Jerusalem 1984.
- Chava Pressburger: Impressionen in Papier, Ausstellungskatalog, Jerusalem 1995.
- Chava Pressburger: Beit Levitus – The Story of a House, Ausstellungskatalog, Prag 2000. ISBN 80-86159-27-2
- Chava Pressburger: In the Garden of Memory, o. O. 2004. ISBN 0-9745909-3-2
- Chava Pressburger: Silence and Solitude, Ausstellungskatalog, o. O. 2012